# Cole Escola
Cole Escola (nascido em 25 de novembro de 1986) é um comediante, ator, cantor e dramaturgo norte-americano. Eles são mais conhecidos por seu trabalho de cabaré e aparições nas séries de televisão Difficult People (2015–2017), At Home with Amy Sedaris (2017–2020), Search Party (2020–2021) e Big Mouth (2022), bem como por escrever e estrelar a peça Oh, Mary! que estreou na Broadway em 2024. Escola recebeu duas indicações para dois Tony Awards por seu trabalho em Oh, Mary!, ganhando o Tony Award de Melhor Ator em uma Peça. Eles também foram nomeados finalistas do Prêmio Pulitzer de Drama.

## Vida pregressa
Escola nasceu e foi criado em Clatskanie, Oregon. Eles são descendentes de finlandeses e noruegueses. Quando tinham seis anos, seu pai expulsou toda a família de sua casa móvel com uma arma, após o que Escola, sua mãe e seu irmão posteriormente viveram em moradias do governo. Sua irmã não estava morando com eles neste momento. Escola participou de teatro comunitário e estrelou produções do ensino médio de Fiddler on the Roof, Les Misérables e Little Shop of Horrors. Depois de se formar na R. A. Long High School em 2005, Escola mudou-se para a Cidade de Nova Iorque para estudar humanidades no Marymount Manhattan College, desistindo após um ano. Posteriormente, eles se apresentaram em festas de aniversário infantis e trabalharam na livraria Scholastic.

## Carreira

### Estágio
De 2008 a 2012, Escola foi um convidado regular na série de cabaré Our Hit Parade, e mais tarde começou a fazer shows solo mensais no Duplex Cabaret Theatre. Eles apareceram no show de cabaré de Scott Wittman em 2012, Jukebox Jackie, no La MaMa, e interpretaram um feto não nascido no show de cabaré de Bridget Everett em 2014, Rock Bottom, no Joe's Pub. Em um esquete chamado Queers in History, Escola desfilou "alegremente pelo palco usando um boné de jornaleiro e cueca". Em 14 de junho de 2017, o show solo de uma hora de Escola, Help! I'm Stuck, estreou no Joe's Pub, onde desde então teve vários compromissos com ingressos esgotados.
Em 2013, Escola interpretou Roland Maule na reestreia do Present Laughter de Noël Coward no Two River Theater.
Em 2024, Escola escreveu e estrelou sua peça Oh, Mary! no Lucille Lortel Theatre, na qual interpretaram a primeira-dama Mary Todd Lincoln. Foi dirigido por Sam Pinkleton e também estrelou Conrad Ricamora e James Scully. O show foi transferido para a Broadway em julho de 2024, marcando a estreia de Escola na Broadway como ator e dramaturgo. No Outer Critics Circle Awards de 2024, Escola recebeu o Prêmio John Gassner por Oh, Mary!. A peça foi finalista do Prêmio Pulitzer de Drama em 2025. Escola ganhou o Tony Award de Melhor Ator em uma Peça em 2025, por sua atuação em Oh, Mary!, tornando-se o primeiro artista não binário a fazê-lo.
Em outubro de 2024, Escola foram incluídos na lista da TIME 100 Next dos líderes emergentes mais influentes do mundo.

### Televisão
Em 2008, Escola conheceu o colega comediante Jeffery Self em Nova Iorque; unindo-se por um amor compartilhado pelo teatro e sitcoms dos anos 1990, eles começaram a criar vídeos surreais e semi-roteirizados no YouTube sob o apelido de "Gays Very Good Looking (VGL)". Os esquetes, nos quais Escola frequentemente interpretava o comediante demente oposto ao homem hétero de Self, receberam mais de 100.000 visualizações, gerando cobertura na revista New York e um acordo de desenvolvimento com a Logo TV. Jeffery & Cole Casserole estreou na Logo em 19 de junho de 2009; durou duas temporadas e foi considerado um "clássico cult" pela revista Vice. Escola e Self também escreveram o roteiro de uma comédia ainda não produzida na qual dois amigos "têm que passar por muita coisa para resgatar seu sanduíche grátis".
De 2015 a 2017, Escola interpretou Matthew na série de televisão Difficult People do Hulu, um papel que a criadora da série Julie Klausner escreveu com eles em mente. Eles apareceram em papéis recorrentes em Mozart in the Jungle, Girlboss e At Home with Amy Sedaris, no qual interpretam a vizinha de Sedaris, Chassie Tucker. Em 2020, Escola apareceu como Chip (The Twink) no original da HBO Max Search Party. Chip se tornou um personagem regular na 4ª temporada. Escola dublou O Guardião do Segredo na série animada do Cartoon Network Craig of the Creek no episódio "Secret in a Bottle". Em 2021, Escola dublou uma gárgula em um episódio de What We Do in the Shadows.

## Vida pessoal
Em 2022, Escola assumiu ser não binário.

## Filmografia

### Cinema
| Ano  | Título                               | Personagem       | Notas          |
| ---- | ------------------------------------ | ---------------- | -------------- |
| 2010 | Size Zero                            | (voz)            | Vídeo curto    |
| 2013 | Junkie Doctors                       | Boy (mais velho) | Curta-metragem |
| 2013 | Your Future One Dollar               | Trevor           | Curta-metragem |
| 2013 | Billy & Rachel's Halloween Adventure | Papel sem nome   | Curta-metragem |
| 2015 | Monologue for a Teenage Boy          | Papel sem nome   | Vídeo curto    |
| 2015 | Mom Commercial                       | Mom              | Vídeo curto    |
| 2018 | Wild Nights with Emily               | Dweeby Reader    |                |
| 2021 | Normal Gays                          | Papel sem nome   | Curta-metragem |
| 2022 | Please Baby Please                   | Billy            |                |

### Televisão
| Ano       | Título                                | Personagem                               | Notas                                                                  |
| --------- | ------------------------------------- | ---------------------------------------- | ---------------------------------------------------------------------- |
| 2009      | Law & Order                           | Tim Johnson                              | Episódio: "Reality Bites"                                              |
| 2009–2010 | Jeffery & Cole Casserole              | Cole                                     | 13 episódios                                                           |
| 2010      | Submissions Only                      | Gay 3                                    | Submissions Only: "Old Lace"                                           |
| 2012      | Local Talent                          | Drew                                     | Episódio: "Pilot"                                                      |
| 2012      | Jack in a Box                         | Beau                                     | Websérie, 3 episódios: "The Staff Meeting", "The Pest" e "The Bonding" |
| 2013      | The 3 Bits                            | Henry Bits                               | 3 episódios: "Henry", "Henry: Part 2" e "Henry: Part 3"                |
| 2013      | Smash                                 | Coat Check Clerk                         | Episódio: "The Parents"                                                |
| 2013      | Ladies' Man: A MADE Movie             | Ollie                                    | Telefilme na MTV                                                       |
| 2014      | Nurse Jackie                          | Robin                                    | Episódio: "Super Greens"                                               |
| 2015      | Monica                                | Charles                                  | 2 episódios: "Episódio #1.3" e "Episódio #1.6"                         |
| 2015      | 6 Keys to Unlocking Your Diva-Tential | Jessup                                   | Telefilme                                                              |
| 2015      | The Battery's Down                    | Crisch                                   | Websérie, episódio: "Reunion"                                          |
| 2015–2017 | The Special Without Brett Davis       | Joyce Conner ou Vovó Lou                 | 4 episódios                                                            |
| 2015–2017 | Difficult People                      | Matthew                                  | 25 episódios                                                           |
| 2016      | The Chris Gethard Show                | A Mãe do Peixe Humano                    | Episódio: "Under the Sea Prom"                                         |
| 2016      | The Characters                        | Booker / Cole                            | Episódio: "John Early"                                                 |
| 2016–2018 | Mozart in the Jungle                  | Shawn                                    | 10 episódios                                                           |
| 2017      | New York Is Dead                      | Colton                                   | Websérie, episódio: "Episódio #1.4"                                    |
| 2017      | Girlboss                              | Nathan                                   | 4 episódios                                                            |
| 2017      | Man Seeking Woman                     | Chris                                    | 4 episódios                                                            |
| 2017–2020 | At Home with Amy Sedaris              | Chassie Tucker / Chassie / Cantora No. 1 | 24 episódios                                                           |
| 2019–2022 | Tuca & Bertie                         | Sobrinho do Pastry Pete (voz)            | 13 episódios                                                           |
| 2019–2020 | National Lampoon Radio Hour           | Vários / Maven Crawford                  | 10 episódios                                                           |
| 2020      | The Shivering Truth                   | Ike (voz)                                | Episódio: "The Burn Earner Spits"                                      |
| 2020–2021 | Search Party                          | Chip Wreck                               | 10 episódios                                                           |
| 2020–2022 | Craig of the Creek                    | O Guardião do Segredo (voz)              | 2 episódios: "Secret in a Bottle" e "Silver Fist Returns"              |
| 2021      | Summer Camp Island                    | Lesma do Mar (voz)                       | Episódio: "Sea Bunnies"                                                |
| 2021      | What We Do in the Shadows             | Gárgula (voz)                            | Episódio: "The Escape"                                                 |
| 2021–2023 | Teenage Euthanasia                    | Dillan Jeremy / vários (voz)             | 5 episódios                                                            |
| 2021–2022 | Ziwe                                  | Vários personagens                       | 5 episódios; também escritor                                           |
| 2021–2024 | episódios; também escritor            | Goldie / vários (voz)                    | 47 episódios                                                           |
| 2022      | Would I Lie to You?                   | Eles mesmos                              | Episódio: "Allowance PowerPoint"                                       |
| 2022      | Big Mouth                             | Montel / Alison (voz)                    | 7 episódios                                                            |
| 2023      | Frog and Toad                         | Gopher (voz)                             | 7 episódios                                                            |
| 2023      | Digman!                               | Gustavia (voz)                           | Episódio: "The Puff People"                                            |
| 2023      | Human Resources                       | Montel (voz)                             | 8 episódios                                                            |
| 2024      | Life & Beth                           | Cole                                     | 4 episódios                                                            |
| 2024      | The Girls on the Bus                  | Dale                                     | 4 episódios                                                            |
| 2024      | Fantasmas                             | Dina                                     | Episódio: "The Void"                                                   |
| 2025      | Jeopardy!                             | Eles mesmos/Mary Todd Lincoln            | Episódio de 14 de abril de 2025; apresentador de pistas                |

## Prêmios e indicações
| Ano  | Associações                    | Categoria                                           | Nomeações                | Resultado  |
| ---- | ------------------------------ | --------------------------------------------------- | ------------------------ | ---------- |
| 2020 | Writers Guild of America Award | Comédia/Variedades – Série de Esquetes              | At Home with Amy Sedaris | Indicados  |
| 2021 | Writers Guild of America Award | Comédia/Variedades – Série de Esquetes              | At Home with Amy Sedaris | Venceram   |
| 2022 | Writers Guild of America Award | Série de Comédia                                    | Hacks                    | Venceram   |
| 2022 | Writers Guild of America Award | Nova Série                                          | Hacks                    | Venceram   |
| 2022 | Queerty Award                  | Melhor Performance de TV                            | Search Party             | Indicados  |
| 2024 | Drama Desk Award               | Sam Norkin Off-Broadway Award                       | Oh, Mary!                | Venceram   |
| 2024 | Drama League Award             | Atuação Distinta                                    | Oh, Mary!                | Indicados  |
| 2024 | Drama League Award             | Produção Excepcional de uma Peça                    | Oh, Mary!                | Indicados  |
| 2024 | Off-Broadway Alliance Awards   | Melhor Nova Peça                                    | Oh, Mary!                | Venceram   |
| 2024 | Outer Critics Circle Award     | John Gassner Award de Nova Peça Americana           | Oh, Mary!                | Venceram   |
| 2024 | Outer Critics Circle Award     | Melhor Atuação Principal em Peça Off-Broadway       | Oh, Mary!                | Venceram   |
| 2024 | Theatre World Award            | Theatre World Award                                 | Oh, Mary!                | Venceram   |
| 2024 | Obie Awards                    | Atuação                                             | Oh, Mary!                | Venceram   |
| 2025 | GLAAD Media Awards             | Melhor Produção da Broadway                         | Oh, Mary!                | Venceram   |
| 2025 | Drama League Award             | Atuação Distinta                                    | Oh, Mary!                | Indicados  |
| 2025 | Drama League Award             | Melhor Produção de uma Peça                         | Oh, Mary!                | Venceram   |
| 2025 | Prêmio Pulitzer                | Prêmio Pulitzer de Drama                            | Oh, Mary!                | Finalistas |
| 2025 | Tony Award                     | Melhor Peça                                         | Oh, Mary!                | Indicados  |
| 2025 | Tony Award                     | Melhor Performance de um Ator Principal em uma Peça | Oh, Mary!                | Venceram   |